# 伊藤桂一
伊藤 桂一（いとう けいいち、1917年（大正6年）8月23日 - 2016年（平成28年）10月29日）は、日本の小説家、詩人。『静かなノモンハン』などの戦場小説や、時代小説、私小説風な身辺小説などがある。日本芸術院会員。

## 経歴

### 生い立ち
三重県三重郡神前村（現四日市市寺方町）の天台宗高角山大日寺に生まれる。4歳の時に交通事故で父が亡くなり、寺の所有を巡る争いから7歳の時に家族で大阪に出て祖母、叔母と同居。次いで1926年9歳の時に東京と転々とし、妹の療養のため徳山市にも2年間付き添った。
教師を志して青山師範学校を受験するが失敗し、1932年15歳の時に立正中学に入学、文学に熱中する。
1934年に曹洞宗の寺院に見習いとして入寺し、旧制世田谷中学に転校。詩や小説の投稿を行うようになり、1935年に「文芸首都」に小説「祖父一家」が入選、掲載される。1936年に上野のゴム再生業店に勤め、その後も商社事務員、ビルの清掃業など職を転々としながら、「日本詩壇」などに投稿。詩の雑誌『紅籃』『餐』（後に『馬車』『山河』）『凝視』『内在』などに参加。
1938年より習志野騎兵隊に入隊、1939年に北支に出兵、この間も詩作を続け、短歌数百首を作った。1941年に除隊し、詩誌『馬車』などで詩作。1943年に再度召集されて佐倉歩兵連隊入隊、南京などに配備され、上海郊外で伍長として終戦を迎える。1946年に復員、母と妹の疎開先の三重県三重郡川島村に、次いで愛知県豊橋市に住み、詩作を続けながら、母とともに婦人啓蒙雑誌『婦妃』を発行。

### 作家活動
1948年に上京し、中西金属工業に勤めながら、『文壇』『不同調』『現代詩』『国際タイムズ』などに詩を発表、1949年に第1回『群像』懸賞小説に「晩青」で佳作入選しデビュー。
日本研究社の学習雑誌『私たちの社会科』に少年小説「地底の秘密」を連載しながら、同社に転職。1950年、『幼年クラブ』に童話「お月さまの匂い」発表。中谷孝雄の紹介で金園社に転職。1951年、同人誌『新表現』に参加、『凝視』では伊藤桂一特集が組まれた。1952年、「雲と植物の世界」で芥川賞候補となり『文藝春秋』に転載、「アリラン国境線」で講談倶楽部賞次席、松下忠、永井路子、杉本苑子と四人会を作る。
1953年、金園社がスポンサーとなっていた同人誌『文藝日本』に参加して編集実務を行う。また講談社の講談倶楽部賞関係の新人が集まった「泉の会」に1955年に参加し、ほぼ同じメンバーで1956年に創刊した同人誌『小説会議』に参加した（同人は、生田直親、井口朝生、池上信一、早乙女貢、童門冬二、福本和也ら）。
『文藝日本』のパトロン牧野吉晴のところで寺内大吉と知り合い、彼や司馬遼太郎が出そうとしているという『近代説話』に、やはり『文藝日本』の編集担当だった尾崎秀樹とともに参加した。またこの頃から釣りを趣味とする。
1956年の「敵は佐内だ!」の『講談倶楽部』掲載以後は時代小説も執筆する。母と病弱の妹を抱えた生活苦の中で、1960年末に私家版で300部の詩集『竹の思想』を出版、その直後の1961年に、前年『近代説話』に掲載した、戦場での兵士を描いた短編小説「蛍の河」で直木賞を受賞。『蛍の河』が単行本化され、『週刊新潮』で「悲しき戦記」の連載が始まる。1963年に金園社を退社して作家専業となり、以後多数の小説を刊行。
1962年、長年の疲労から倒れ、野口晴哉による整体操法を受け始め、徐々に体質が改善する。1967年に結婚。1976年、日中友好日本作家代表団の一員として中国訪問。1977年から93年まで、三重芸文協会の小説研究ゼミに毎年出席。1978年、野火の会の訪中団の副団長（団長高田敏子）として中国訪問。1987年、高田敏子らの詩誌「桃花鳥」に参加。1992年、第1回日中大衆文学シンポジウムに副団長（団長尾崎秀樹）として北京訪問、1997年の第2回にも参加。
中谷の死にともない、 1996年に義仲寺、落柿舎保存会理事となり、中谷を継いで22代無名庵庵主となる。『中谷孝雄全集』（1997年）編集委員も務める。1999年、妻が死去。2002年に再婚。2003年に宮中歌会始に招待、自転車で転倒して骨髄骨折。2004年、宮中茶会に招待される。
1985年に紫綬褒章を受章、2001年に日本芸術院賞・恩賜賞を受賞、芸術院会員。2002年に勲三等瑞宝章を受章。
「雲と植物の世界」が『文藝春秋』に載り、「これはわが部隊のことではないか」と伊藤と同じ部隊の元兵士たちが集合した。それをまね、旧日本軍の各部隊で、「戦友会」が生まれる契機となった。
2016年10月29日に老衰にて死去。99歳没。叙従四位。

### 受賞歴
- 1949年 - 「晩青」で第1回「群像」懸賞小説佳作受賞。
- 1952年 - 「夏の鶯」で第4回千葉亀雄賞受賞。
- 1962年 - 「螢の河」で第46回直木賞受賞[6]。
- 1983年 - 「静かなノモンハン」で第34回芸術選奨文部大臣賞および第18回吉川英治文学賞受賞。
- 1997年 - 詩集「連翹の帯」で第22回地球賞受賞。
- 2001年 - 日本芸術院賞・恩賜賞受賞、日本芸術院会員。
- 2004年 - さいたま市文化賞
- 2007年 - 詩集「ある年の年頭の所感」で第2回三好達治賞受賞。

### 候補等
- 1952年 - 「アリラン国境線」第3回講談倶楽部賞次席（春桂多名義）
- 1952年 - 「雲と植物の世界」第27回芥川賞候補
- 1952年 - 「夏の螢」サンデー毎日大衆文芸入選
- 1953年 - 「黄土の牡丹」第29回芥川賞候補
- 1954年 - 「最後の戦闘機」オール讀物新人杯次席、第33回直木賞候補（三ノ瀬渓夫名義）
- 1961年 - 「黄土の記憶」第45回芥川賞候補

### 委員等
- 1964年 - 立正学園短期大学「創作鑑賞」「編集技術」講師
- 1973年 - 山梨日日新聞懸賞小説選考委員
- 1985-86年 - 日本現代詩人会会長
- 1986-2004年 - 吉川英治文学賞選考委員
- 1988年 - 伊東静雄賞選考委員
- 1989年 - 新田次郎文学賞選考委員
- 1993年 - 丸山薫賞選考委員
- 2000年 - 新田次郎記念会理事
- 2003年 - 俳句文学館幹事
- 2005-08年 - 全日本家庭教育研究会総裁

## 作品

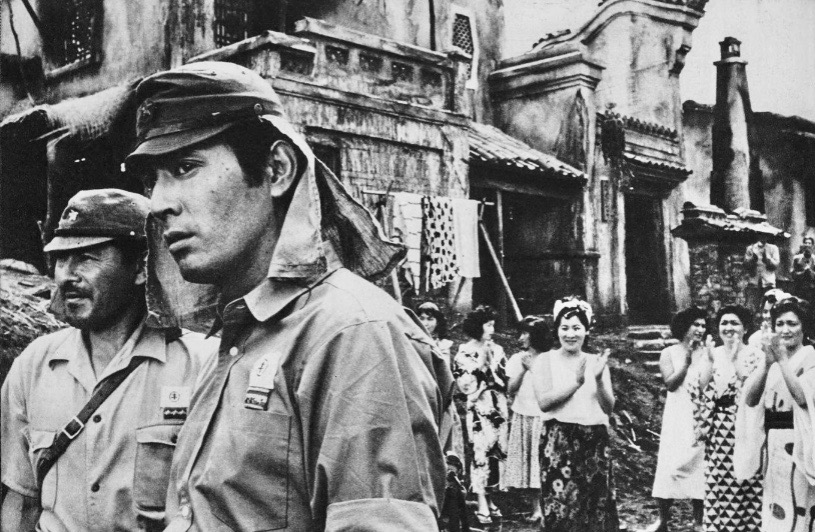
『悲しき戦記』を原作とする東宝映画『血と砂』（1965年）。三船敏郎、仲代達矢らが出演した。

一連の戦争小説のうち「螢の河」などは自身の中国戦線での経験を元にしているが、『ノモンハン戦記』や『遥かなインパール』などでは体験者の元兵士らに取材して執筆している。これらについて自身では、戦場にいた兵士達を代弁する語り部として書いているものとして、戦場小説と呼んでいる。「螢の河」について詩人の佐藤正子は「詩人の資質を示す簡潔な文体の叙情豊かな短篇」と評している。
時代小説としては、「風車の浜吉・捕物綴」などの捕物帖、「月下の剣法者」などの剣豪小説、市井の人々の暮らしを描いたものなどがある。
「落日の悲歌」は1971年に宝塚歌劇団星組で「我が愛は山の彼方に」というタイトルで舞台化され、その後も何度か再演された。1968年には「おぼろ夜」が歌舞伎座で上演、「愛の樹海」はテレビドラマ化された。趣味の釣りを題材にした作品も「源流へ」など多い。

### 詩集
- 『竹の思想』私家版、1961年。
- 『定本・竹の思想』南北社、1968年。
- 『伊藤桂一詩集』五月書房、1975年。
- 『黄砂の刻』潮流社、1981年。
- 『伊藤桂一詩集』土曜美術社、1983年。
- 『連翹の帯』潮流社、1997年。
- 『ある年の年頭の所感』潮流社、2006年。
- 『私の戦旅歌とその周辺』講談社、1998年。（『私の戦旅歌』講談社文芸文庫、短歌とエッセイ）

### 小説など
- 『花盗人』講談社、1962年。
- 『螢の河』文藝春秋新社、1962年。のち文庫、講談社文芸文庫「蛍の河・源流へ」
- 『夏の鶯』東京文芸社、1962年。
- 『ナルシスの鏡』南北社、1962年。
- 『水と微風の世界』中央公論社、1962年。のち文庫
- 『落日の悲歌』東京文芸社、1963年。
- 『水の天女』東方社、1963年。「亡霊剣法」徳間文庫
- 『海の葬礼』東都書房、1963年。
- 『悲しき戦記』正続 新潮社、1963-64年。のち講談社文庫、光人社NF文庫
- 『戦記 夕陽と兵隊 荒野に消えた幻の関東軍』双葉社、1964年。
- 『媚態』東京文芸社、1964年。
- 『溯り鮒』新潮社、1964年。
- 『落日の戦場』講談社、1965年。
- 『黄土の狼』講談社、1965年。のち集英社文庫
- 『生きている戦場』南北社、1966年。
- 『樹海の合唱』集英社、1966年。
- 『淵の底』新潮社、1967年。のち文庫
- 『かるわざ剣法』人物往来社、1967年。のち徳間文庫
- 『「沖ノ島」よ私の愛と献身を』講談社、1967年。
- 『回天』講談社、1968年。
- 『実作のための抒情詩入門』大泉書店、1968年。
- 『かかる軍人ありき』文藝春秋、1969年。のち光人社NF文庫
- 『源流へ』新潮社、1969年。
- 『戦場の孤愁』東京文芸社、1969年。
- 『おもかげ』東京文芸社、1969年。
- 『兵隊たちの陸軍史 兵営と戦場生活』番町書房(ドキュメント=近代の顔 1)、1969年。のち、新潮文庫、新潮選書（『兵隊たちの陸軍史』）
- 『遥かな戦場』三笠書房、1970年。のち光人社NF文庫
- 『草の海 戦旅断想』文化出版局、1970年。
- 『椿の散るとき』新潮社、1970年。のち文庫
- 『藤の咲くころ』新潮社、1971年。のち文庫
- 『遠い岬の物語』新潮社(新潮少年文庫)、1972年。
- 『女のいる戦場』番町書房、1972年。
- 『石薬師への道』講談社、1972年。
- 『ひとりぼっちの監視哨』講談社、1972年。のち文庫
- 『イラワジは渦巻くとも 続かかる軍人ありき』文藝春秋、1973年。
- 『果てしなき戦場』広済堂出版、1973年。
- 『夜明け前の牧場 人生小説集』家の光協会、1974年。
- 『あの橋を渡るとき』新潮社、1974年。
- 『燃える大利根 風説天保水滸伝』実業之日本社、1975年。
- 『警備隊の鯉のぼり』光人社、1977年。
- 『虹』新潮社、1977年。
- 『ひまわりの勲章』光人社、1977年。のちNF文庫
- 『紅梅屋敷の女』講談社、1977年。
- 『深山の梅』毎日新聞社、1978年。のち新潮文庫
- 風車の浜吉・捕物綴シリーズ
  - 『病みたる秘剣 風車の浜吉・捕物綴』新潮社、1978年。のち文庫、学研Ｍ文庫
  - 『隠し金の絵図 風車の浜吉・捕物綴』毎日新聞社、1991年。のち新潮文庫、学研M文庫
  - 『月夜駕籠 風車の浜吉捕物綴』新潮社、1995年。のち文庫、学研Ｍ文庫
  - 『妙覚尼の呪術 風車の浜吉・捕物綴』元就出版社、2014年。
- 『峠を歩く』日本交通公社出版事業局、1979年。
- 『黄塵の中 かえらざる戦場』光人社、1979年。のちNF文庫
- 『釣りの風景』六興出版、1979年。のち平凡社ライブラリー
- 『川霧の女』講談社、1980年。
- 『捜索隊、山峡を行く』光人社、1980年。
- 『密偵たちの国境』講談社、1981年。
- 『桃花洞葛飾ごよみ』毎日新聞社、1983年。
- 『静かなノモンハン』講談社、1983年。のち文庫
- 『戦場の旅愁』光人社、1983年。
- 『雨の中の犬』講談社、1983年。
- 『黄色い蝶』東京文芸社、1984年。
- 『水の景色 短篇名作選』構想社、1984年。
- 『戦旅の四季』光人社、1985年。
- 『河鹿の鳴く夜』東京文芸社、1985年。のち徳間文庫
- 『最後の戦闘機』光人社、1985年。
- 『戦旅の手帳 兵隊のエッセイ1』光人社、1986年。
- 『草の海 兵隊のエッセイ 2』光人社、1986年。
- 『秘剣・飛蝶斬り』新潮社、1987年。のち文庫
- 『鬼怒の渡し場』毎日新聞社、1987年。
- 『二宮尊徳 世のため人のために働き学んだ人』新学社・全家研(少年少女こころの伝記)、1988年。
- 『秘めたる戦記』光人社、1988年。のちNF文庫
- 『月あかりの摩周湖』実業之日本社、1989年。
- 『犬と戦友』講談社、1989年。
- 『一休』講談社(少年少女伝記文学館)、1989年。
- 『銀の鳥籠』光人社、1990年。
- 『鈴虫供養』光文社文庫、1991年。
- 『秘剣やませみ』講談社、1991年。
- 『花ざかりの渡し場』実業之日本社、1992年。のち新潮文庫
- 『遠花火』毎日新聞社、1993年。
- 『遥かなインパール』新潮社、1993年。のち文庫
- 『月下の剣法者』新潮社、1994年。のち文庫
- 『旅ゆく剣芸師 矢車庄八風流旅』光風社出版、1996年。「仇討月夜」学研M文庫
- 『文章作法・小説の書き方』講談社、1997年。
- 『軍人たちの伝統 かかる軍人ありき』文藝春秋、1997年。
- 『秋草の渡し』毎日新聞社、1998年。
- 『新・秘めたる戦記』全3巻 光人社、1998年。
- 『大浜軍曹の体験』光人社、2000年。
- 『南京城外にて』光人社、2001年。
- 『黄河を渡って』光人社、2002年。
- 『鎮南関をめざして 北部仏印進駐戦』光人社、2003年。
- 『藤井軍曹の体験 最前線からの日中戦争』光人社、2005年。
- 『「衣兵団」の日中戦争』光人社、2007年。
- 『若き世代に語る日中戦争』文春新書、2007年。

### 共著編
- 『釣りの歳時記』（編）ティビーエス・ブリタニカ、1978年。
- 『日本の名随筆 別巻41 望郷』（編）作品社、1994年。
- 伴野朗共著『中国の群雄 5 乱世の英雄』 講談社、1997年。

### 翻訳
- 于強『風媒花 流れる星の下で』光人社、1987年。（夏文宝共訳）

### 作品集
- 『昭和戦争文学全集 3』集英社、1966年（「雲と植物の世界」「螢の河」収録）
- 『伊藤桂一時代小説自選集』（全3巻）光人社、1997年。
- 『伊藤桂一集（もだん時代小説 第9巻）』リブリオ出版、1999年。